# Marilyne Bertoncini
Marilyne Bertoncini, née Marilyne Pirez le 12 septembre 1952 à Lille, est une poétesse et une traductrice française.

## Parcours
Née dans les Flandres, Marilyne Bertoncini fait ses études à l'Université de Lille, où elle obtient un doctorat de littérature française, en soutenant une thèse sur La Ruse d'Isis, de la Femme dans l'œuvre de Jean Giono en 1990.
Elle est membre de plusieurs comités de rédaction de revue, dont Revue des sciences humaines (RSH) de 1991 à 1999 et Phœnix. Elle codirige la revue Recours au poème, à laquelle elle participe depuis 2012, et collabore à Poésie/Première et à Le Ortiche.
Elle préside l’association Embarquement poétique, où elle crée et anime le site Web jeudidesmots.com. Elle est brièvement vice-présidente de l’association I Fioretti, chargée de la promotion des manifestations culturelles de la Résidence d’écrivains du Monastère de Saorge (Alpes-Maritimes). Elle monte des spectacles poétiques avec la classe de jazz du conservatoire et la mairie de Menton dans le cadre du Printemps des Poètes. Elle organise des ateliers de calligraphie et d’écriture et publie ses travaux dans Poetry in Performance.
Son œuvre poétique est publiée en recueil ou dans des anthologies, parfois traduite. Elle traduit elle-même des œuvres de l'italien et de l'anglais. Elle s'intéresse également à la photographie et collabore avec des artistes, plasticiens et musiciens. Elle vit à Nice.

## Œuvre

### Recueils
- Labyrinthe des Nuits, suite poétique, Recours au Poème éditeurs, 2015
- La dernière œuvre de Phidias – 453e Encres vives, 2016.
- Æonde, éd. La Porte, 2017.
- La Dernière Œuvre de Phidias, suivi de L'Invention de l'absence, Jacques André éditeur, 2017.
- Le Silence tinte comme l’angélus d’un village englouti, éd. Imprévues, 2017.
- L’Anneau de Chillida, Atelier du Grand Tétras, 2018 (Prix Naji-Naaman, 2017).
- Mémoire vive des replis, texte et photos de l’auteure, éd. PVST, 2018.
- Memoria viva delle pieghe, éd. bilingue, éd. PVST, 2019 (prix A.S.A.S. 2021 Associazione siciliana arte e scienza).
- Sable, photos et gravures de Wanda Mihuleac, éd. bilingue français-allemand, traduction par Eva-Maria Berg, éd. Transignum, 2019. (NISIP, édition bilingue français-roumain, traduction de Sonia Elvireanu, éd. Ars Longa, 2019).
- La Noyée d'Onagawa, éd. Jacques André, février 2020 (1er prix Quai en poésie, 2021).
- Son Corps d'ombre, collages de Ghislaine Lejard, éd. Zinzoline, 2021.
- XXL...S, éd. L'Atelier du Grand Tétras, 2022.
- La Plume d'Ange, peintures d'Emily Walcker, éd. Chemins de plume, Nice, 2022.
- Aub'ombre/Alb'ombra, édition bilingue, photos de Florence Daudé, éd. Pourquoi viens-tu si tard ? (PVST), 2022.
- Il Libro di Sabbia, Bertoni editore, Italie, 2022
- Damnatio Memoriae, La damnation de l’effacement, photos de Florence Daudé, éd. du Petit Véhicule, 2023.
- Scatti di luce, Instantanés de lumière, avec Alma Saporito, photos de Francesco Galieri, bilingue, traduction de l'autrice, préface de Marc-Henri Arfeux, postface de Luca Ariano (PVST?), 2023
- À fleur de bitume, itinéraires urbains, poèmes Marilyne Bertoncini et Ghislaine Lejard, photos Marilyne Bertoncini, introduction de Jacques Robinet, éd. Les Lieux-Dits, collection Duo, 2024

### Ouvrages collectifs
- Anthologie du haiku en France, sous la direction de Jean Antonini, éditions Aleas, Lyon, 2003.
- Trans-Tzara-Dada, L’Homme Approximatif, 2016.
- L’eau entre nos doigts, Anthologie sur l’eau, éditions Henry, 2018.
- L’Esprit des arbres, éd. PVST, 2018.
- Sidérer le silence, anthologie sur l’exil, éditions Henry, 2018.
- Le Courage des vivants, anthologie, Jacques André éditeur, 2020.
- Voix de femmes, éd. Plimay, 2020.
- Re-Cervo, in Transes, ouvrage collectif sous la direction de Christine Durif-Bruckert, éd. Classiques Garnier, 2021.
- Mains, avec Christine Durif-Bruckert, Daniel Régnier-Roux et les photos de Pascal Durif, éd. du Petit Véhicule, 2021.
- Antologia Parma, Omaggio in versi, Bertoni éd., 2021.
- Dans une autre demeure, cartographie de la poésie française et francophone contemporaine, sous la direction de Jean-Luc Favre, 5 sens éditions, 2022.
- Fiorire L'inverno, anthologie sous la direction de Luca Ariano et Emanuela Rizzo, éd. Bertoni, collection PoesiaLab, février 2024.

#### Ouvrages dirigés par Marilyne Bertoncini
- Je dis désirS, textes rassemblés par Marilyne Bertoncini et Franck Berthoux, éd. PVST, 2021.
- Ephéméride, feuilles détachées, une anthologie, textes choisis par Marilyne Bertoncini, Franck Berthoux et Patrick Joquel, éd. PVST, 2022 – dont préface.
- Mots de PaiX et d'espérance, textes choisis et traduits par Marilyne Bertoncini, éd. Oxybia, 2022.
- Plus de cent frontières, dirigé et traduit par Marilyne Bertoncini, éd. PVST, 2023.

- Du corps du poète au corps poétique, dir. Marilyne Bertoncini pour Embarquement poétique, Éditions Chemins de Plume, « Les Cahiers de Poètes & Co. », juillet 2024, 142 pages.  (ISBN 978-2849542309)
- Runes et Ruines, dir. Marilyne Bertoncini pour Embarquement poétique, Éditions Chemins de Plume, « Les Cahiers de Poètes & Co. », avril 2025, 116 p.  (ISBN 9782849542361)

### Traductions
- Tony’s Blues, de Barry Wallenstein, Recours au Poème éditions, 2014.
- Secanje Svile, Mémoire de Soie, de Tanja Kragujević, édition trilingue, Beograd 2015.
- Rainbow Snake, Serpent Arc-en-ciel, de Martin Harrison, Recours au Poème éditions, 2015.
- Histoire de Famille, Ming Di, éditions Transignum, avec des illustrations de Wanda Mihuleac, 2015.
- Livre des sept vies, Ming Di, Recours au Poème éditions, 2015.
- Early in the Morning, Tôt le matin, de Peter Boyle, Marilyne Bertoncini & alii, Recours au Poème éditions, 2015.
- Ennuage-moi, a bilingual collection, de Carol Jenkins, River Road Poetry Series, 2016.
- Instantanés, d'Eva-Maria Berg, traduit avec l’auteure, éditions Imprévues, 2018.
- Tony's Blues, de Barry Wallenstein, avec des gravures d'Hélène Bauttista, éd. PVST, 2020.
- Labirinto delle Notti, Italie, 2019 (nommé au Concorso Nazionale Luciano Serra).
- Un Instant d'éternité, Nello Spazio d'un istante, Anne-Marie Zucchelli (traduction en italien) éd PVST, 2020.
- Soleil hésitant, de Gili Haimovich, éd. Jacques André, 2021.
- Aujourd'hui j'embrasse un arbre, de Giovanna Iorio, éd. Imprévues, 2021.

### Articles (1990-2008)
- « Victor Segalen, Steles », American Book Review, 2008
- « Sculpture en prose », poème et traduction, nº 25 de La Traductière, Paris, 2007.
- Anthologie du haiku en France, sous la direction de Jean Antonini, éditions Aleas, Lyon,
- « La presse à l'écran », site de ressources IUFM de Lille, 2003.
- « En vers et contre tout », Cahiers pédagogiques,  nº 417 dossier « Poésie, poésies », 2003.
- « Noli me tangere, ou les monuments de la littérature », Cahiers pédagogiques, nº 402, 2001.
- « Mais pourquoi Ulysse ? », Cahiers pédagogiques, nº 402 dossier « Littérature pour tous », 2001.
- « Lettre ouverte à propos des travaux croisés », Cahiers pédagogiques, juin 2001, nº 395, 2001.
- « Le Roi-Cerf » (fragment), Autre Sud, « Cahiers trimestriels », décembre, 2000.
- « J'ai pas d'ordinadaire : parcours diversifié sur Internet », Le Français aujourd'hui, revue de l'A.F.E.F, supplément au nº 129, 2000.
- « Un projet pour "en sortir" : une expérience de travail en commun », Recherches nº 30, 1999.
- « Jean Giono, entre réalisme et magie : le voyage à Marseille », dans Giono romancier, Actes du Colloque du Centenaire, Publications de L'Université de Provence, 1999.
- « Je suis une fiction », Recherches, Revue de l'AFEF-Lille, nº 28-29, 1998.
- « Toutes les plages sont minées, dit-elle... : Paul Gadenne », en Chemins Ouverts, Mélanges offerts à Claude Sicard, Les Cahiers de Littérature, PUM, Toulouse, 1998.
- « À la conquête de la langue avec Cortes et Montezuma : pistes de travail en maîtrise de la langue », article collectif, Feuille-Info-Lecture n° 31, MAFPEN-CRDP-Nord-P.deC, 1997.
- « Précis de décomposition du roman réaliste », Littératures, P.U.M., nº 36, 1997.
- « L'Horloge de Carthagena, ou la véritable mesure des tests en 6° », Recherches, nº 25, 1996.
- « Le Cinéma et la lecture », F-I-L, MAFPEN-CRDP-Nord-Pas de Calais, n° 26, 29, 1996.
- « Le Noyé de la Stia : Feu Mathias Pascal de Pirandello », n° 32, Littératures, 1995.
- « Une Rosace à l'infini : parcours d'une lecture de Jean Giono », n° 30, Littératures, 1994.
- « Une Histoire dont vous êtes le héros », Recherches, n° 18, 1993.
- « Le Vermillon d'Espagne : De l'art et des raisons d'escamoter un personnage », Bulletin de L'association Jean Giono, n° 39, 1993.
- « Physiologie du parapluie : sur une image commune à Magritte et à Giono », Littérature, nº 26, 1992.
- « Nature morte à la tasse en porcelaine : sur une image de Jean Giono », Bulletin, n° 36, 1991.
- « Le Déserteur, une fiction (auto)biographique », Bulletin, n° 35, 1991.
- « Brevet des Collèges : questions de compréhension et de rédaction », Recherches, n° 13, 1990.
- Collaboration régulière à la rubrique « Livres reçus » de la Revue des Sciences Humaines, Université Lille-III), 1990-1999.

### Manifestations artistiques
- Festival WOUA'ART Nantua, 2023[6].
- Journées Poët Poët, 2022[7].
- Rencontre avec Marilyne Bertoncini aux Coïncidences poétiques, 2022[8].
- Colloque sur la poésie contemporaine à la Bibliuteca di studii è di ricerca Tommasò Prela, Bastia, 2022[9].
- Dixième édition du Festival International de la Poésie, Bucarest (FIPB), 2019[10].
- Colloque international « La Scuola in Europa », Fermo, Italie, 1995.
- Colloque international du centenaire de Jean Giono, Université Aix-Marseille. Contribution : « Jean Giono, entre réalisme et magie », 1995.